# San Fructuoso Mártir (Colmenares de Ojeda)

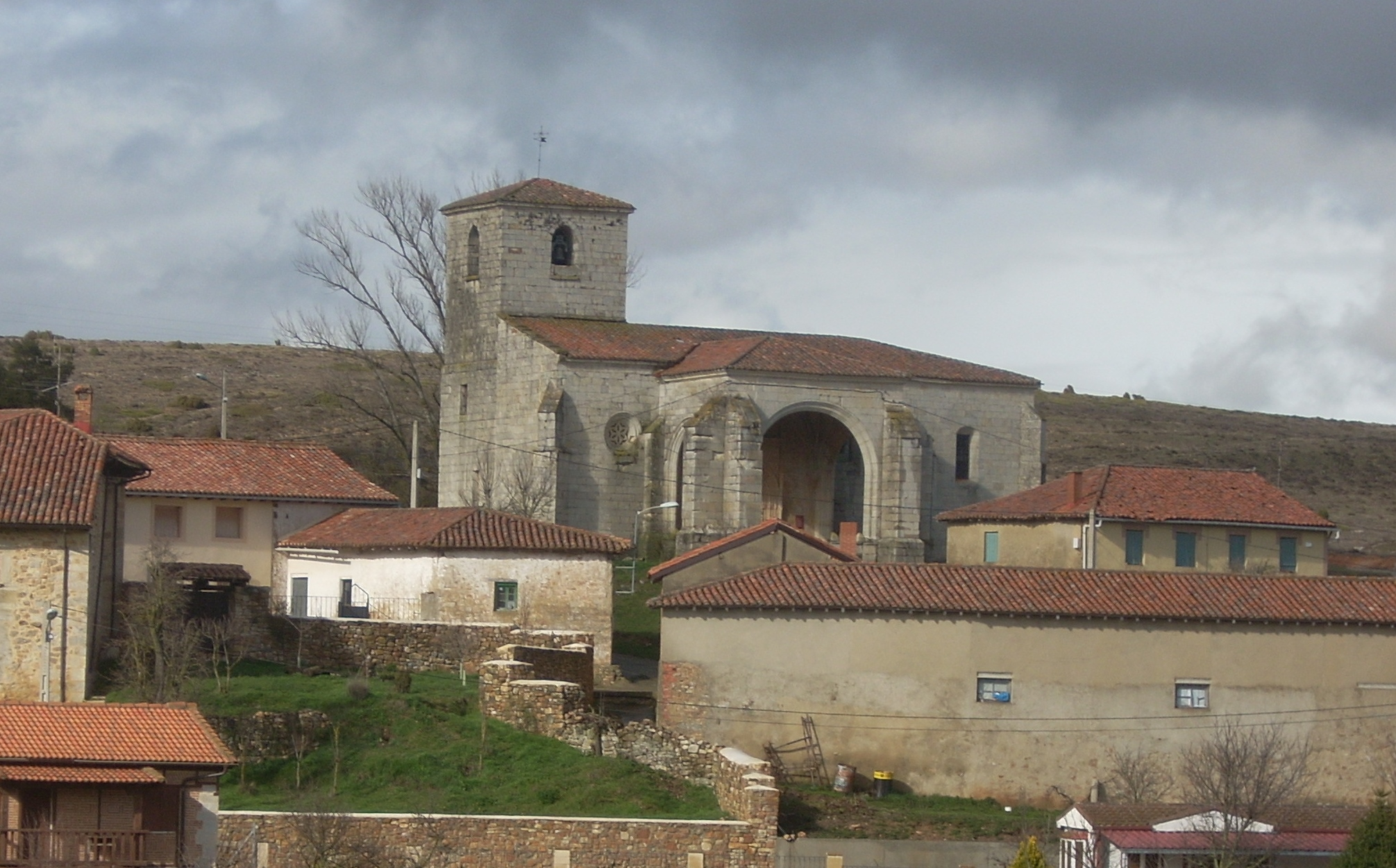
Pfarrkirche San Fructuoso Mártir

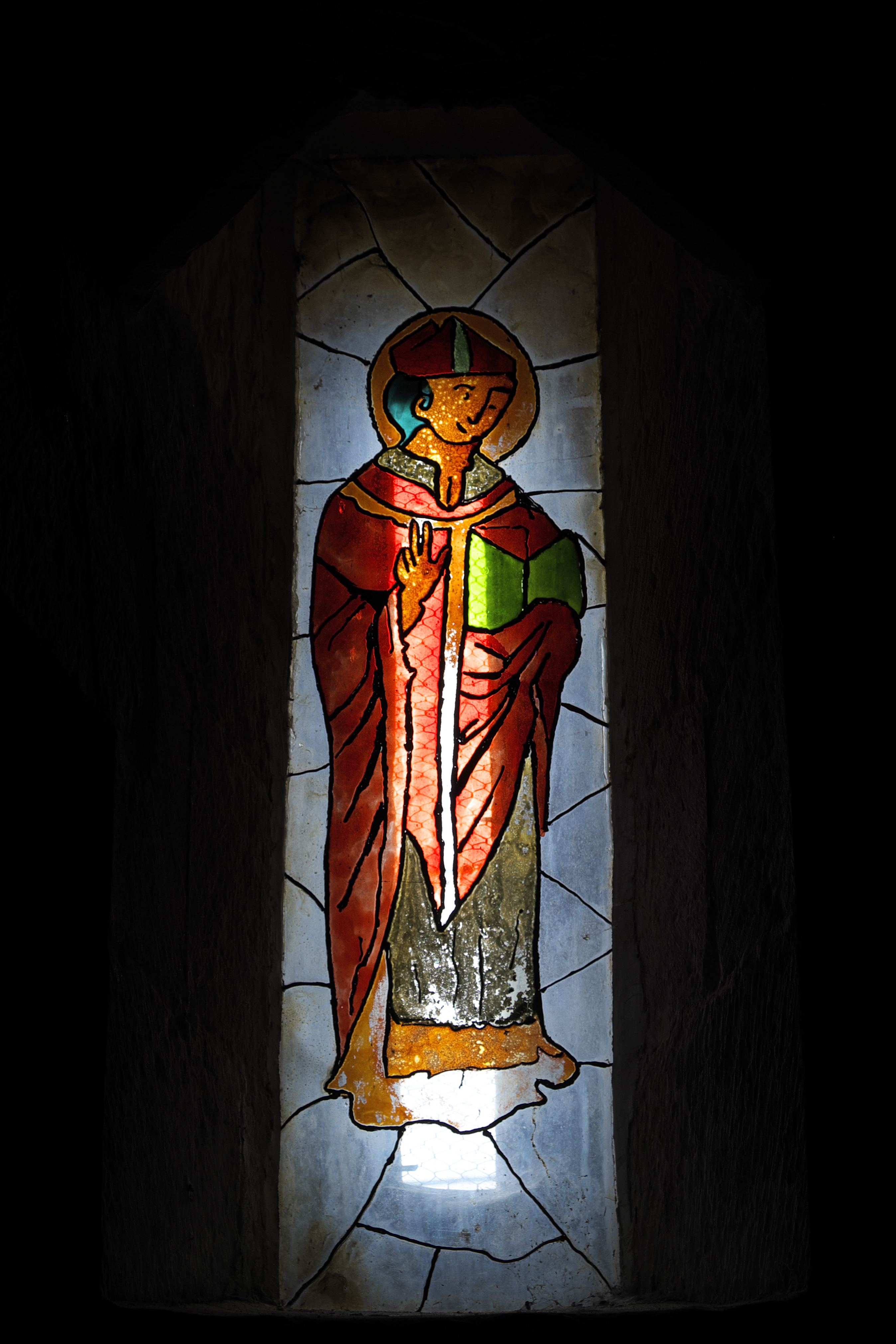
Fenster mit der Darstellung des heiligen Fructuosus von Tarragona

Die katholische Pfarrkirche San Fructuoso Mártir in Colmenares de Ojeda, einem Ort der Gemeinde Dehesa de Montejo in der Provinz Palencia der spanischen Autonomen Region Kastilien-León, wurde im 15./16. Jahrhundert im Stil der Gotik errichtet. Die Kirche ist dem Märtyrer und Bischof von Tarragona, dem heiligen Fructuosus von Tarragona, und seinen Diakonen Augurius und Eulogius geweiht. Aus der romanischen Vorgängerkirche ist ein kunstvoll skulptiertes Taufbecken erhalten, das in das späte 12. Jahrhundert datiert wird. 

## Architektur
Im Westen erhebt sich der gedrungene, quadratische Glockenturm, der auf allen vier Seiten von spitzbogigen Klangarkaden durchbrochen ist. Das Langhaus ist zweischiffig und mit einem Kreuzrippengewölbe gedeckt. Es mündet im Osten in einen gerade geschlossenen Chor. Im Westen enden die beiden Schiffe in zwei auf Segmentbögen aufliegenden Emporen. Die Südwand ist auf der Höhe der Emporen von einem Okulus mit gotischem Maßwerk durchbrochen.

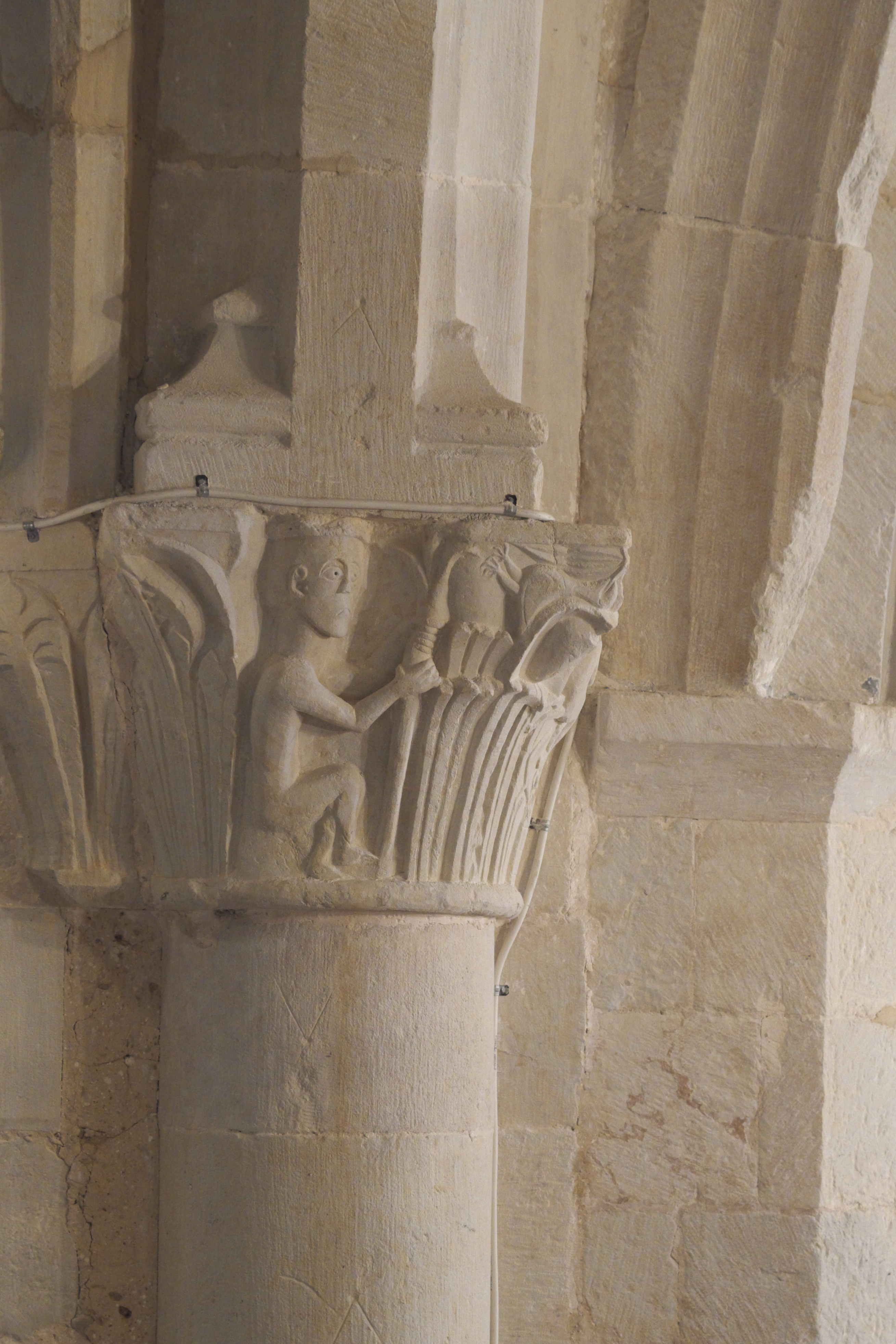
Romanisches Kapitell

Der Triumphbogen ruht auf Halbsäulen mit skulptierten Kapitellen, die noch aus dem romanischen Vorgängerbau stammen. Von der im 15. Jahrhundert abgerissenen Kirche sind auch Teile der Nordwand erhalten, deren Außenseite von Strebepfeilern gegliedert wird und an der unter dem Dachansatz ein von schlichten Kragsteinen getragenes Gesims verläuft. Im Inneren und an den Außenmauern sind zahlreiche Steinmetzzeichen zu erkennen.

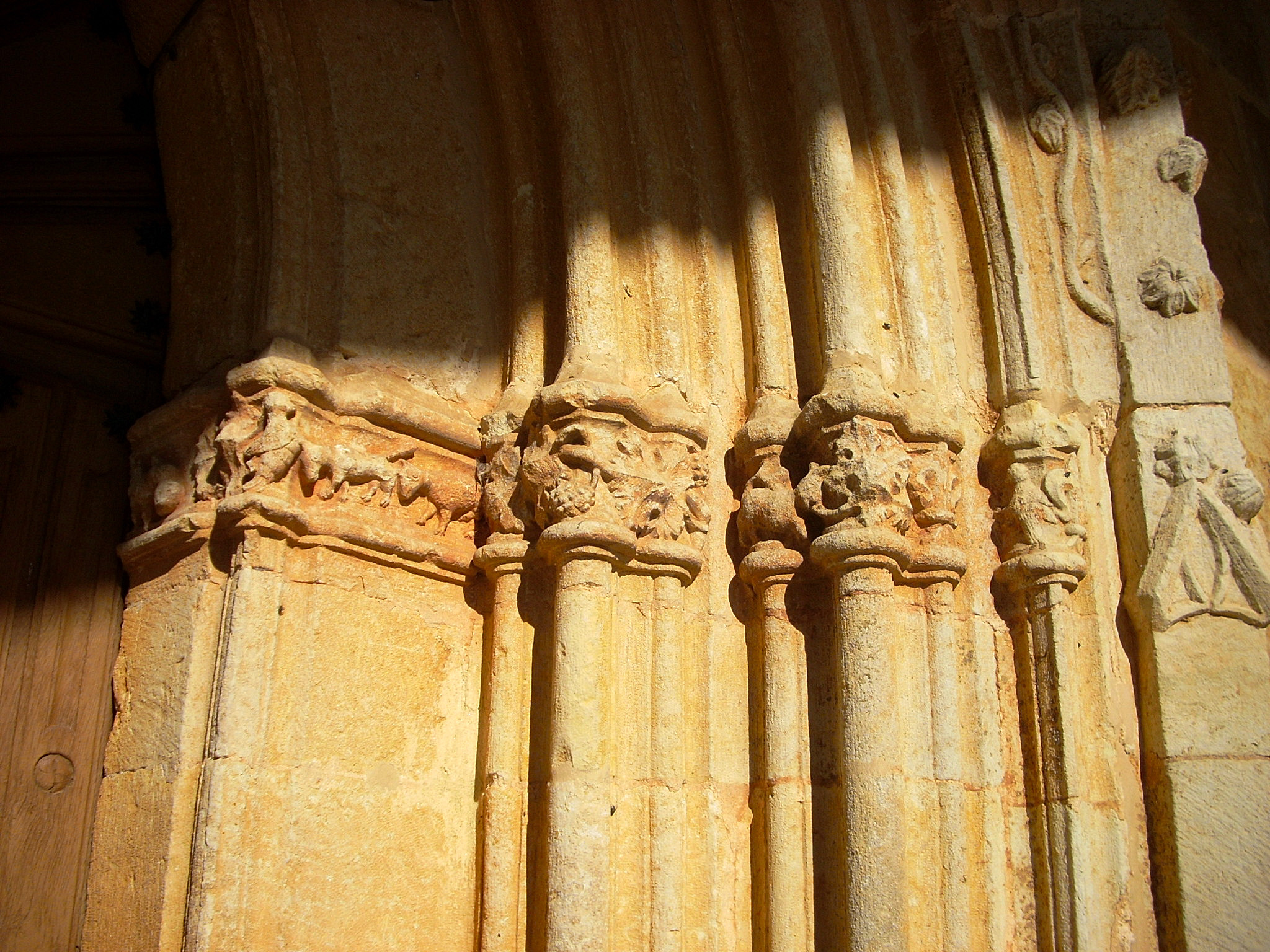
Kapitelle des gotischen Portals

## Portal
An der Südfassade öffnet sich unter einer mächtigen, mit einem Sterngewölbe gedeckten Vorhalle das Portal. Vorhalle und Portal wurden im 16. Jahrhundert errichtet. Das leicht zugespitzte Portal wird von schlanken Säulen gerahmt. Die mit Rundstäben verzierten Archivolten ruhen auf Kämpferkapitellen, die mit einem Fries von Weinranken, bärtigen Köpfen und Tierdarstellungen skulptiert sind. Auf einer Szene sieht man Wölfe oder Hunde, auf anderen kann man Vögel und Schafe erkennen. 

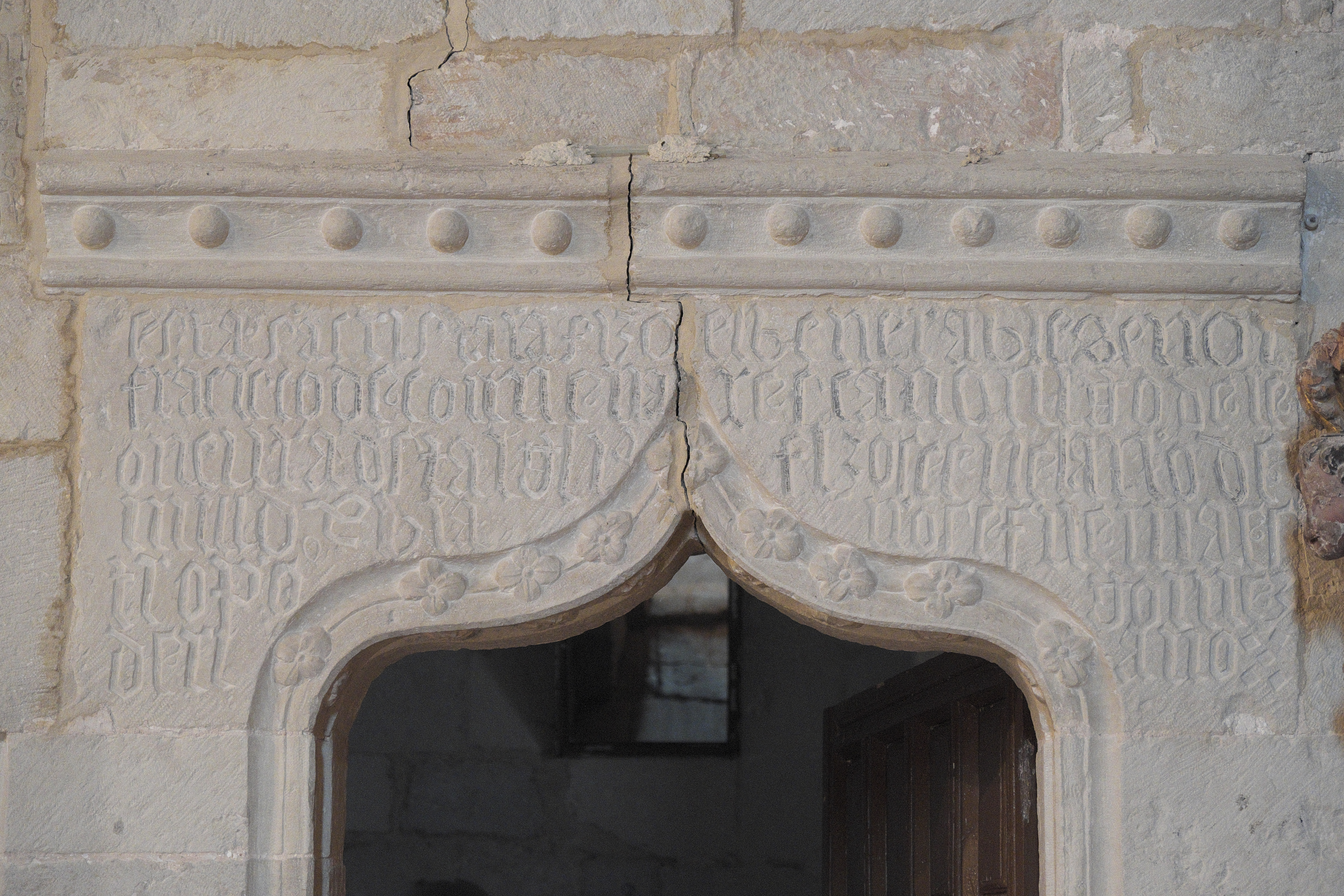
Inschrift über dem Eingang zur Sakristei

## Inschriften
Mehrere Gedenktafeln und Inschriften erinnern daran, dass der Bau einer so mächtigen Kirche in einem kleinen Ort wie Colmenares de Ojeda nur durch die großzügigen Spenden von Mäzenen möglich war. Eine Inschrift über dem mit einem Kielbogen gestalteten Durchgang zur Sakristei besagt: „Diese Sakristei ließ der verehrungswürdige Francisco de Colmenares, Domherr von León und Pfarrer dieser Kirche, im Jahr MDXVII (1517) errichten.“ Eine andere Inschrift erwähnt Pedro Morante de Colmenares, der ebenfalls Geld für den Bau der Kirche spendete.

## Ausstattung
- Im 18. Jahrhundert wurde der barocke Hochaltar eingebaut, in dessen zentraler Nische die Skulpturen des heiligen Fructuosus und der beiden Diakone Augurius und Eulogius stehen.
- Aus dem 18. Jahrhundert stammt auch die Steinkanzel, in die eine Inschrift mit der Jahreszahl 1762 eingemeißelt ist. Auf dem Kanzelkorpus sind ein Kreuz mit Blütenknospen und ein Totenkopf dargestellt.

## Taufbecken
Das bedeutendste Ausstattungsstück der Kirche ist der romanische Taufstein. Das hohe Becken, das ein Untertauchen des Täuflings ermöglichte, steht auf einem niedrigen, konischen Sockel, der mit Fratzen und kreisförmig ineinander verschlungenen Blattranken verziert ist. Die gesamte Außenseite des Beckens ist mit Skulpturen besetzt. Eine Szene stellt die Taufe eines Kindes dar, das im Taufbecken untergetaucht wird. Zu dieser Szene gehören neun Personen, sechs Erwachsene und drei Kinder. Auf der anderen Seite des Taufbeckens sind die drei Marien mit Salbgefäßen in der Händen am Grabe Jesu dargestellt, hinter dem Soldaten kauern. Ein Engel weist auf das leere Grab, ein anderer schwenkt ein Weihrauchfass. Eine weitere Szene zeigt ein sich umarmendes Paar.

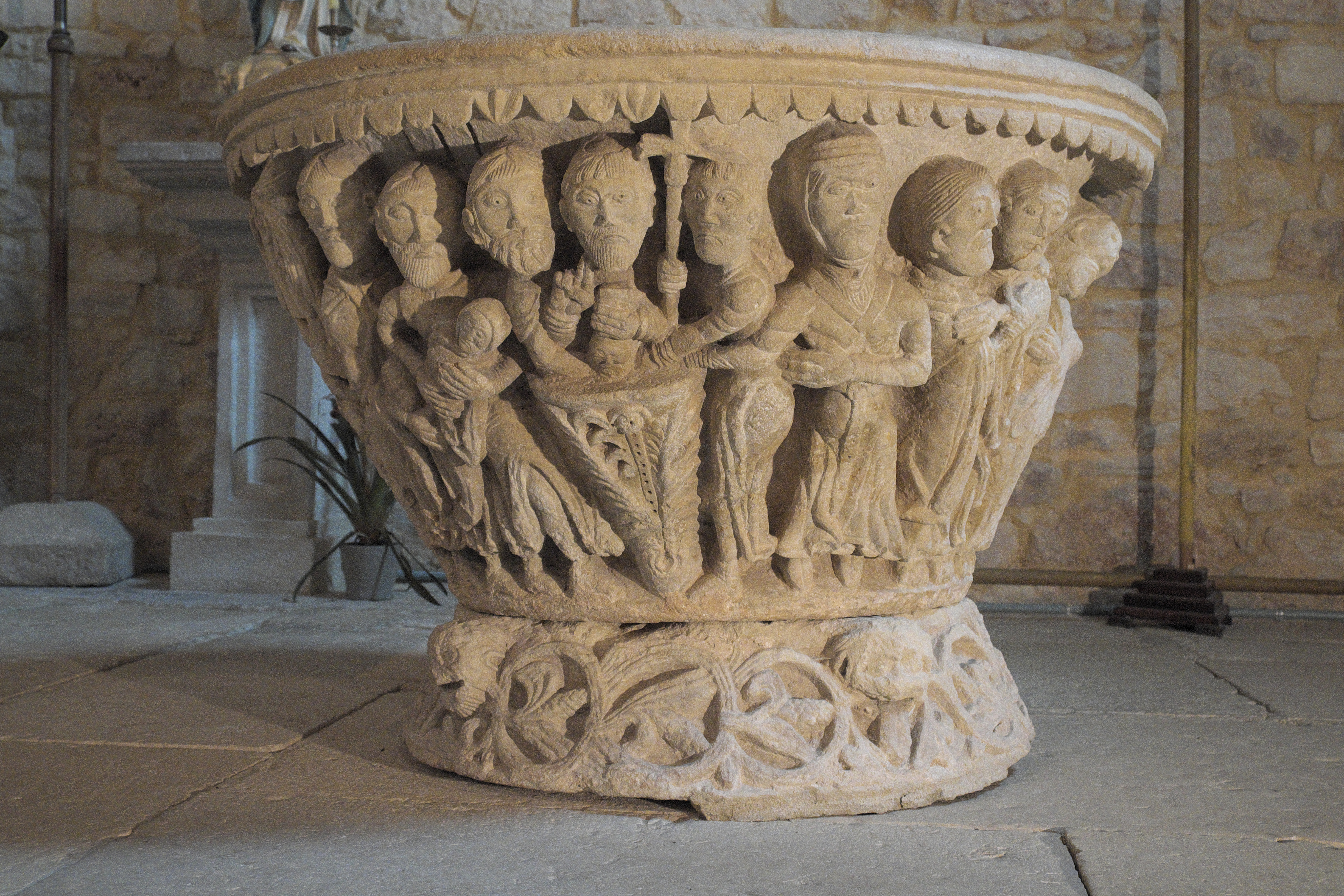
Taufszene
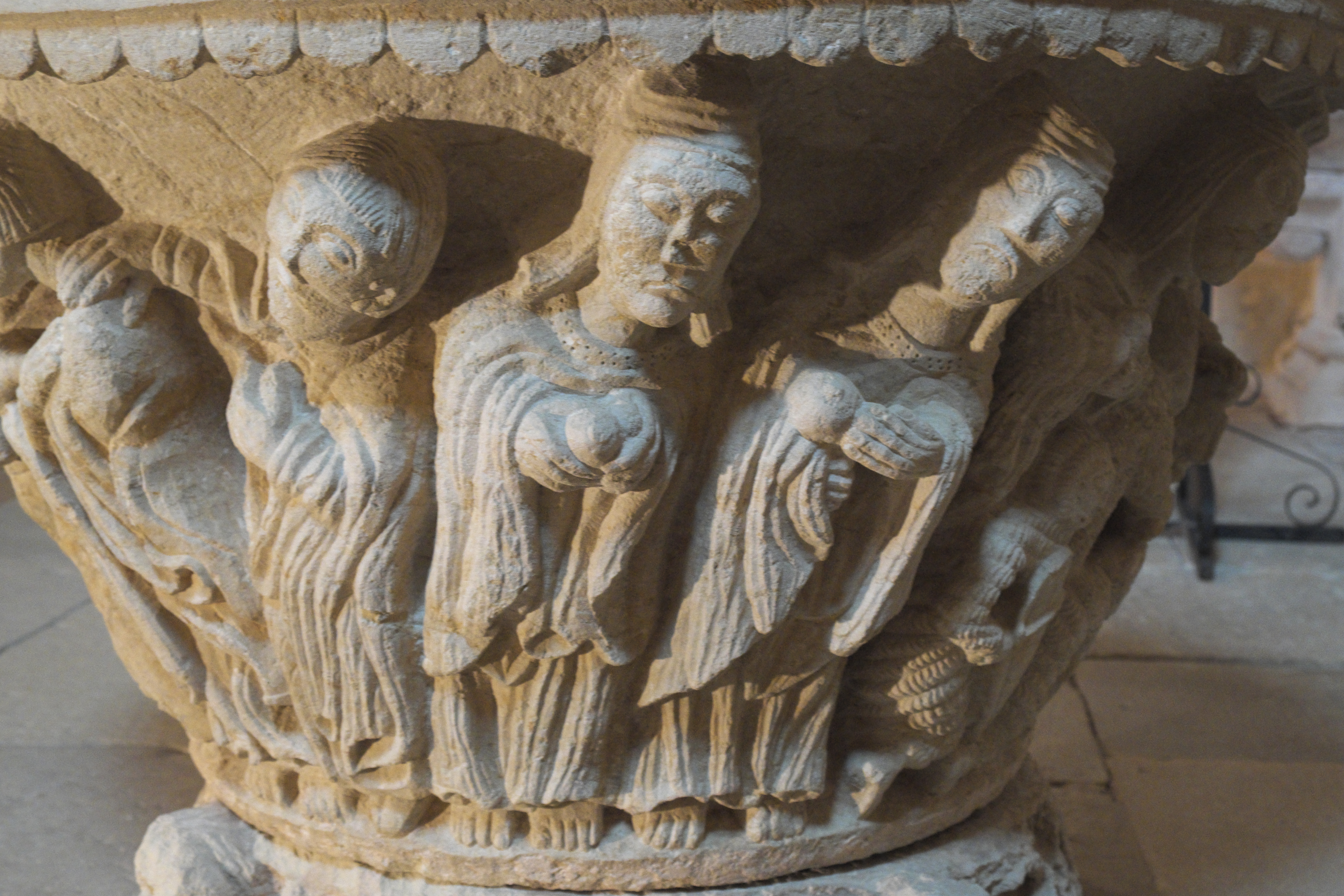
Drei Marien am Grab Jesu
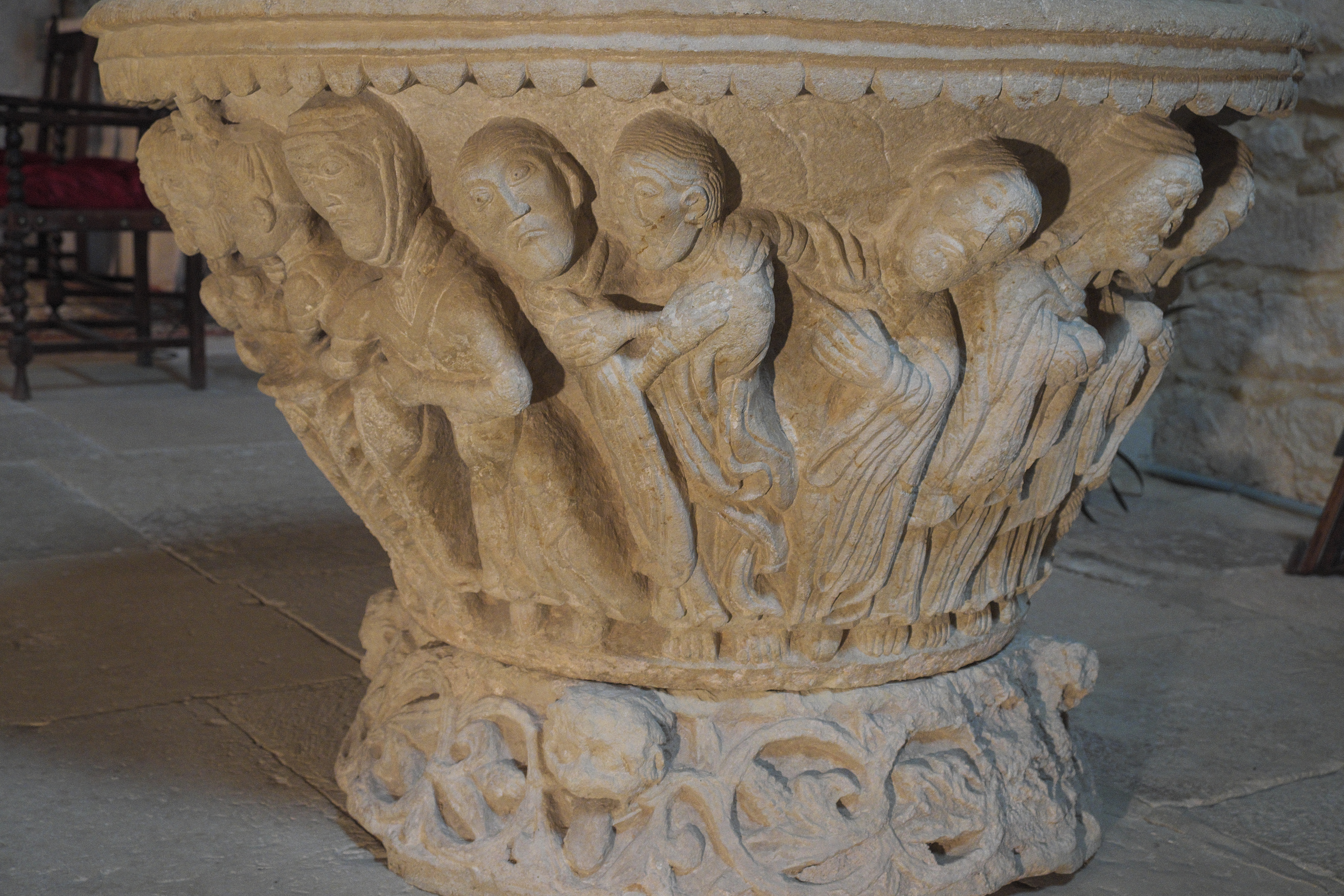
Zwei Personen, die sich umarmen
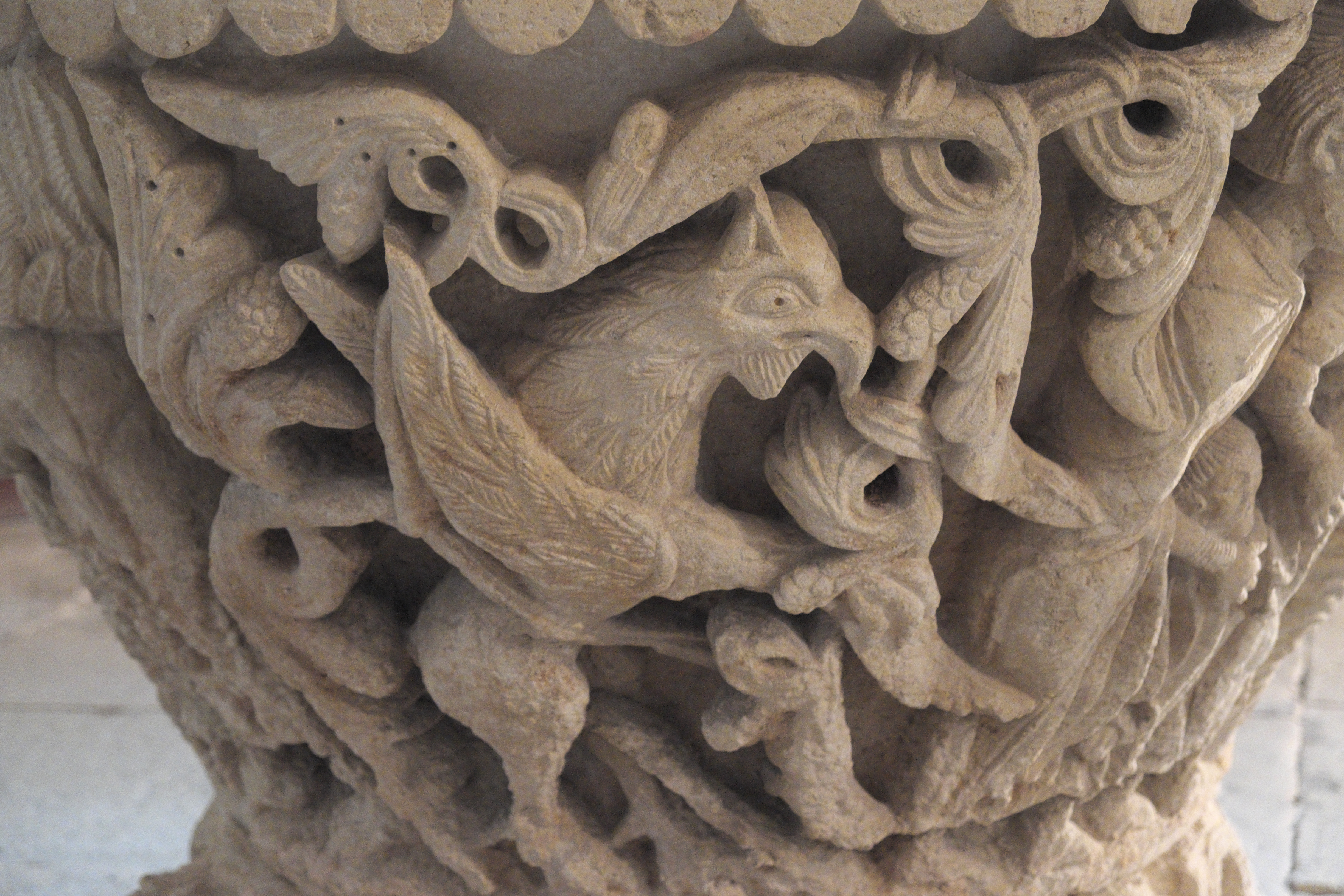
Greif